# ماتي ميتروفيتش
ماتي ميتروفيتش (بالكرواتية: Matej Mitrović)‏ هو لاعب كرة قدم كرواتي في مركز الدفاع، ولد في 10 نوفمبر 1993 في بوزيغا في كرواتيا يلعب في النادي الأهلي القطري. شارك مع منتخب كرواتيا تحت 19 سنة لكرة القدم ومنتخب كرواتيا تحت 20 سنة لكرة القدم ومنتخب كرواتيا تحت 21 سنة لكرة القدم ومنتخب كرواتيا لكرة القدم. أما مع النوادي، فقد لعب مع كلوب بروج ونادي رييكا.

## وصلات خارجية
- ماتي ميتروفيتش على موقع الاتحاد الأوربي (الإنجليزية)
- ماتي ميتروفيتش على موقع اتحاد كرواتيا (الكرواتية)
- ماتي ميتروفيتش على موقع اتحاد تركيا (لاعب) (الإنجليزية)
- ماتي ميتروفيتش على موقع قاعدة بيانات كرة القدم.إي يو (الإنجليزية)
- ماتي ميتروفيتش على موقع ناشيونال فوتبول تيمز (الإنجليزية)
- ماتي ميتروفيتش على موقع Soccerway.com (الإنجليزية)
- ماتي ميتروفيتش على موقع عالم كرة القدم.نت (الإنجليزية)
- ماتي ميتروفيتش على موقع AS.com (الإسبانية)